# Château de Mégrine
Le château de Mégrine est un ancien palais situé à Mégrine en Tunisie. Il abrite désormais une école primaire.

## Localisation
Le bâtiment est situé dans le gouvernorat de Ben Arous, sur le territoire de la municipalité de Mégrine, une banlieue au sud de Tunis.

## Description

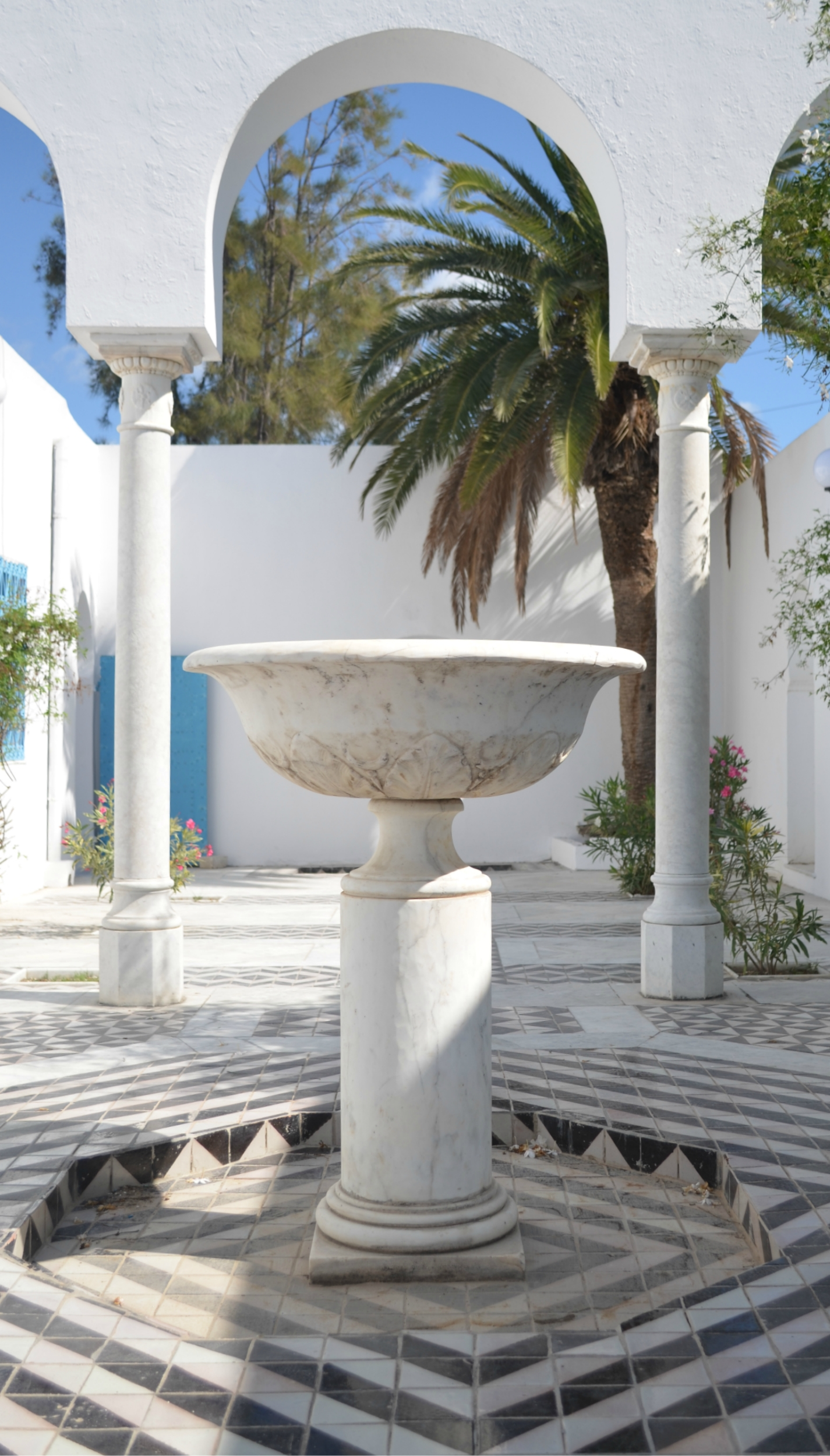
Cour agrémentée de vasques et de miroirs d'eau.

Il s'agit d'une luxueuse habitation de plaisance construite en rez-de-chaussée dans le style mauresque et entourée de vérandas, de galeries, de colonnades et de terrasses.
Le corps de logis principal comprend dix pièces vastes, pavées de marbre et de mosaïques. Les murs sont revêtus de céramiques hispano-mauresques, ornées de plafonds à caissons, de boiseries sculptées, de fontaines et de colonnes anciennes. Il comprend aussi deux salles de bains.
Un bâtiment annexe renferme trois chambres et un salon d'été de style tunisien. Il est séparé du bâtiment principal par une cour de marbre agrémentée de vasques et de miroirs d'eau.
Les communs comportent sept chambres et une lingerie. Le château est doté d'un garage, de caves et de buanderies. L'éclairage et le chauffage électrique ainsi que le téléphone y sont installés.
Le parc Monceau, s'étendant sur environ trois hectares, clos de murs et complanté d'essences rustiques et d'orangers, entoure le château. Il est loti dans les années 1930.
La propriété possède aussi des écuries et une cour d'honneur,.

## Historique

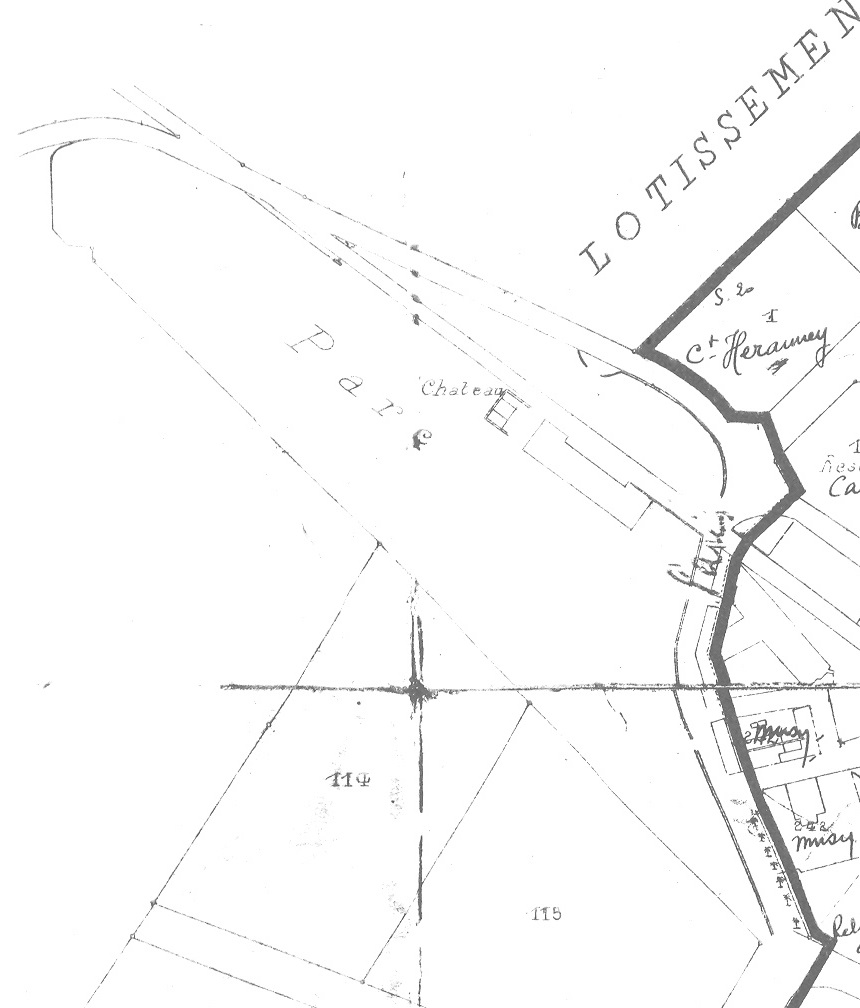
Détail du plan de Mégrine avec l'emplacement du château et du parc Monceau.

L'histoire du château est reliée à celle du domaine de Mégrine. La construction de l'édifice semble datée du milieu du XIXe siècle. Il s'agissait d'une villa construite sur une colline du domaine. Le premier habitant connu est Lorenzo Mintuf dit Mifsud (26 mai 1815, Il-Birgu-14 septembre 1870, Mégrine), un Maltais immigré en Tunisie en 1830.
À sa mort, son fils aîné Giuseppe (Joseph) Mifsud (21 janvier 1844, Tunis-?) hérite de la propriété qu'il vend en 1886, après l'instauration du protectorat français de Tunisie, à Adolphe Bontoux (18 février 1821, Lyon-?) et à son beau-frère Arthur Brölemann, (6 octobre 1826, Lyon-23 février 1904, Lyon),.
Dès 1898, Brölemann se désengage de la société, le domaine et la villa passant en majorité aux mains de la famille de Bontoux (avec son fils Maurice Bontoux et son gendre Étienne Mallet, descendant de Guillaume Mallet, baron de Chalmassy et de Christophe-Philippe Oberkampf). Les autres propriétaires sont le comte Fernand Foy (23 février 1847, Paris-26 août 1927, Compiègne),, le comte Olivier Le Bault de la Morinière de la Rochecantin (18 février 1851, Freigné-13 mai 1915, Suisse) et le baron Stanislas Benoist-Méchin (6 avril 1854, Chinon-6 mai 1923, Paris).
Devenu actionnaire majoritaire et mandataire du domaine en 1901, le comte Foy séjourne régulièrement à la villa. Dans les années 1920, il entreprend d'importants travaux d’embellissements, fait construire des écuries et une piscine octogonale sur une terrasse en roche naturelle,.

## Fonction
Le château de Mégrine servait principalement d'habitation aux gérants du domaine de Mégrine,,.
Outre les propriétaires du domaine, plusieurs personnalités des cercles mondains de l'époque séjournent au château de Mégrine, tel que Arthur de Gravillon,,,, qui est répertorié comme lieu de villégiature dans l'Annuaire des châteaux et des villégiatures.

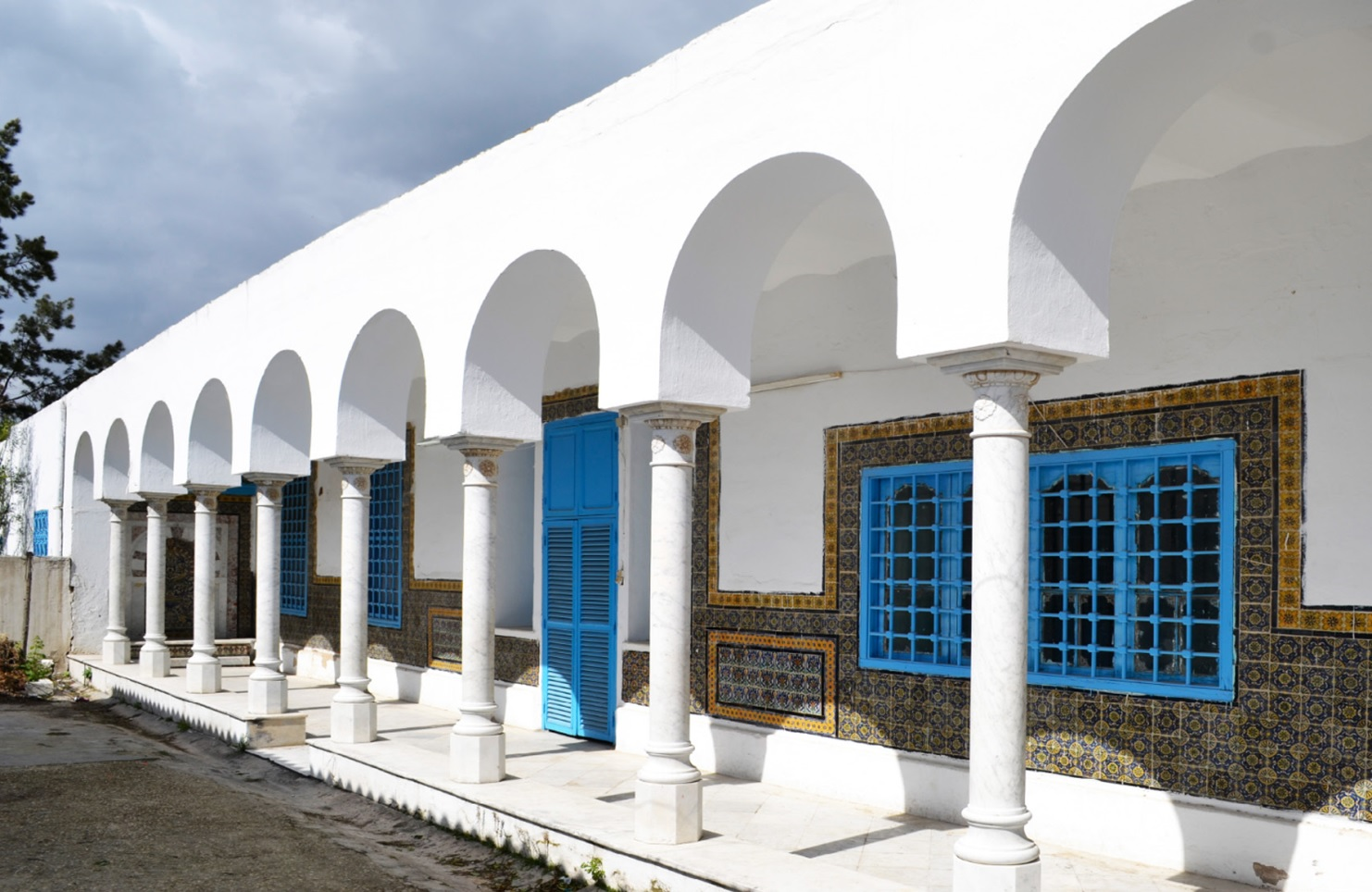
Façade Sud telle que modifiée par le comte Foy dans les années 1920.

À la suite du décès des principaux actionnaires du domaine (La Rochecantin en 1915 et Benoist-Méchin en 1923), Foy devient le seul habitant attesté du château. En 1925, le domaine, son château et son parc sont vendus par le comte Foy à la direction générale de l’agriculture. Il est autorisé à garder le château et le parc jusqu'en 1927, date à laquelle ils font l'objet d'une vente aux enchères. La direction générale de l’agriculture se porte alors acquéreur mais le château reste inoccupé. Il accueille les bals du 14 juillet, et sert de local à l'association syndicale des propriétaires de Mégrine,. Il est cédé à l'instruction publique en 1930 et devient, l'année suivante, l'école primaire de Mégrine-Coteaux, toujours en activité,.
Pendant la Seconde Guerre mondiale, la Wehrmacht occupe le château, sa façade Nord offrant un panorama exceptionnel sur Tunis, son lac, son golfe et sa banlieue Nord.
Dès 2013, l'Association Mégrine pour l'innovation et la sauvegarde organise une suite d'événements intitulés pARTimoine avec deux expositions,,,, et une soirée musicale,,,, dans le cadre d'un projet visant au classement du château en tant que monument. Un dossier visant à en faire un monument classé est déposé auprès de l'Institut national du patrimoine et se concrétise par un arrêté du 15 mars 2022.